# Benetton Formula
Benetton Formula, eller blot Benetton er et tidligere Formel-1 hold, der deltog i F1-løb fra 1986 til 2001. Holdet var ejet af Benetton-familien, der ejede en verdensomspændende kæde af tøjbutikker drevet under navnet Benetton. Renault købte holdet i 2000, der fortsatte med at køre under navnet Benetton i 2000 og 2001. I 2002 skiftede holdet navn til Renault F1. 
| Sport | Spire Denne artikel om sport er en spire som bør udbygges. Du er velkommen til at hjælpe Wikipedia ved at udvide den. |